# Quick, Draw!
Quick, Draw! je online hra, v níž hráč kreslí obrázek a umělá inteligence hádá, co kreslí. Umělá inteligence se podle kreseb učí, čímž zvyšuje možnost správného uhádnutí v budoucnu. Hra je velice podobná hře Pictionary, v obou má hráč na kreslení dvacet sekund. Věci, které má hráč kreslit, jsou předem určené a mohou být snadné, jako například „noha“, ale i obtížné, jako „migrace zvířat“.